# Anathetis atrirena
Anathetis atrirena är en fjärilsart som beskrevs av George Francis Hampson 1902. Anathetis atrirena ingår i släktet Anathetis och familjen nattflyn. Inga underarter finns listade i Catalogue of Life.